# Rudolf Noelte

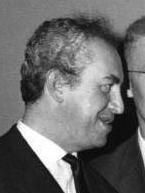
Rudolf Noelte 1960

Rudolf Noelte (* 20. März 1921 in Berlin; † 8. November 2002 in Garmisch-Partenkirchen) war einer der bedeutendsten deutschsprachigen Theaterregisseure in den 1960er bis 1980er Jahren. Er inszenierte auch Opern und führte Regie in Filmen und Hörspielen. Rudolf Noelte zeichnete sich durch eine akribische Regieauffassung aus, die das jeweilige Werk intensiv auszuloten suchte. Sein Umgang mit Schauspielern und anderen Akteuren war schwierig, für viele aber dennoch anregend.

## Leben

### Ausbildungen und erste Tätigkeiten am Theater
Rudolf Noelte studierte Theaterwissenschaften, Germanistik, Philosophie und Kunstgeschichte. Mit diesem umfassenden Wissen begann er 1945 als Regie-Assistent und Schauspieler am Berliner Hebbel-Theater. Dort arbeitete er mit Karl Heinz Martin, Erich Engel, sowie mit den bekannten Regisseuren Jürgen Fehling und Walter Felsenstein, von denen er viel lernte.
1948 gelang ihm mit seiner ersten Inszenierung von Wolfgang Borcherts bekannten Kriegsheimkehrerdrama Draußen vor der Tür seine Anerkennung als Regisseur im Alter von 27 Jahren.

### Regietätigkeiten und kurzzeitige Intendanzen
Ab 1952 war Rudolf Noelte Regisseur am Schiller- und Schloßparktheater in Berlin und hatte außerdem Gastspiele in München, Zürich und in weiteren Orten. Danach wurde er Spielleiter der Städtischen Bühnen in Berlin.
Rudolf Noelte war nie für längere Zeit Intendant eines Theaters. 1959 übernahm er die Leitung der Freien Volksbühne in Berlin (auf Empfehlung von Hans Knudsen), wurde jedoch sechs Monate später bereits wieder entlassen. Ein Arbeitsgerichtsprozess und ein Untersuchungsausschuss unter Vorsitz von Werner Stein schlossen sich an. Im Ergebnis wurde dem Arbeitgeber Noeltes, dem Verein Freie Volksbühne und dessen Vorsitzendem Siegfried Nestriepke, zwar unangemessenes und rechtswidriges Verhalten bescheinigt, die Entlassung blieb aber bestehen.
Danach war er als freier Regisseur an verschiedenen Theatern tätig, außerdem inszenierte er einige Opern und führte Regie in Filmen, meist für das Fernsehen. sowie in vielen Hörspielen. 1967 scheiterte die geplante Uraufführung von Max Frischs Biografie. Ein Spiel in Zürich an übermäßigen Eingriffen Noeltes in den Text und eine von ihm geplante Vorverlegung des Aufführungstermines, die der Autor nicht akzeptieren wollte.
Von 1976 bis 1980 war Rudolf Noelte Leiter der Sektion Darstellende Kunst der Akademie der Künste in West-Berlin.

### Krankheit und Tod
1991 leitete Rudolf Noelte seine letzten Theater- und Operninszenierungen.
Danach erkrankte er an der Alzheimerschen Krankheit und verbrachte die letzten Lebensjahre verarmt in einem Pflegeheim in Garmisch-Partenkirchen. Dort starb er 2002 an einer Lungenentzündung.

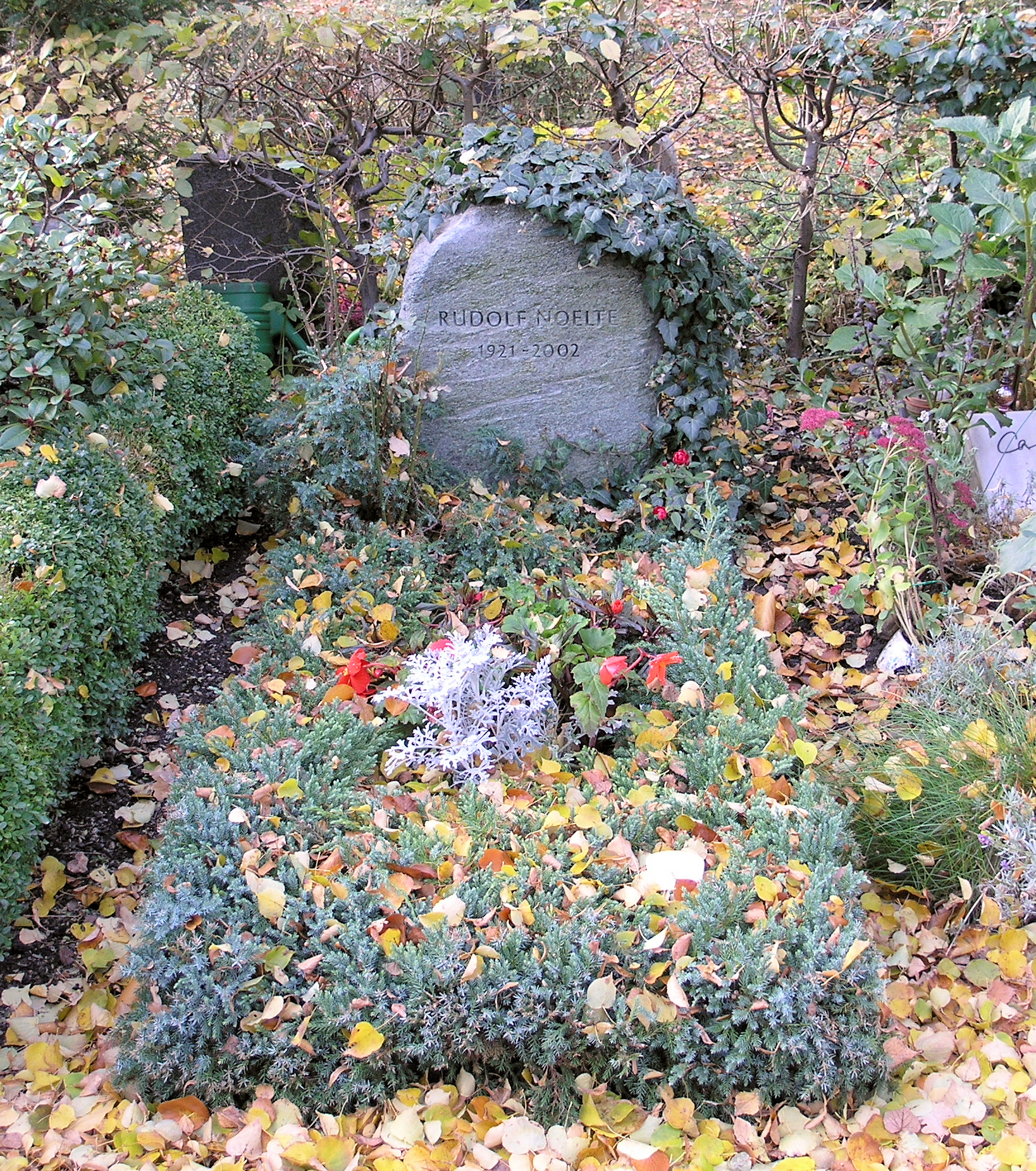
Grabstätte, Stubenrauchstraße 43–45, in Berlin-Friedenau

Rudolf Noelte liegt auf dem Friedhof Schöneberg III in Berlin-Friedenau, wenige Meter von Marlene Dietrich und Helmut Newton entfernt begraben. Seine Grabfrist lief 2022 aus, wurde aber wahrscheinlich verlängert.
Rudolf Noelte war von 1963 bis 1980 mit der Schauspielerin Cordula Trantow verheiratet.

## Charakterisierung seiner Regietätigkeiten
Rudolf Noelte war ein Einzelgänger und konzentriert auf die akribische Vorbereitung seiner Inszenierungen. Proben wurden von ihm fast mathematisch bis ins kleinste Detail vorbereitet; dabei ging es ihm um ein Theater, das der Literatur diente. Auch wenn er eigene Textfassungen der von ihm inszenierten Stücke erstellte, so blieb er dabei immer dem Autor und dessen Intention verpflichtet. Theaterspektakel lehnte er ab.
Seine bevorzugten Autoren waren jene, bei denen die psychische Verfassung und die psychologische Motivation der Figuren im Vordergrund standen, die herauszuarbeiten er sich zur Aufgabe machte. So wie etwa bei Carl Sternheim: Noeltes Inszenierung der Kassette mit Theo Lingen in der Hauptrolle gilt bis heute als Musterinszenierung des Stücks. Auch Inszenierungen der Stücke von Henrik Ibsen, August Strindberg und Eugene O’Neill waren exemplarisch für seine Sichtweise. Mit seinen Inszenierungen von Stücken Anton P. Tschechows eröffnete Noelte ab den 1960er Jahren eine neue Sichtweise auf den Autor und läutete damit eine Renaissance von dessen Stücken an westdeutschen Bühnen ein. Er trug damit auch zu einer weiter gefassten Tschechow-Rezeption bei.
Die Genauigkeit seiner Sichtweise den Stückvorlagen gegenüber entsprach seiner minutiösen Inszenierungsarbeit, die keine Nachlässigkeiten duldete und Schauspielern darstellerisch nur wenige interpretatorische Freiräume ließ, sodass er als Regisseur so respektiert wie gefürchtet war. Dennoch bildete sich ein Stamm von Schauspielern, mit denen er immer wieder zusammenarbeitete. Künstler wie Marianne Hoppe, Therese Giehse und Cordula Trantow arbeiteten häufig mit ihm. In Will Quadflieg fand er als Darsteller einen idealen Widerpart für seine konzeptionellen Vorstellungen.

## Theaterregie (Auswahl)
Rudolf Noelte führte Regie in Stücken an verschiedenen Theatern in Berlin, München, Stuttgart, Hamburg, Wien, Zürich und weiteren Orten. Neun Inszenierungen wurden zu Berliner Theatertreffen zwischen 1964 und 1984 eingeladen.
- Draußen vor der Tür, von Wolfgang Borchert, Hebbel-Theater Berlin, 1948, erste eigene Inszenierung
- Das Schloß, Franz Kafka, Berlin, 1953
- Maria Stuart, von Friedrich Schiller, München, 1955
- Fast ein Poet, von Eugene O’Neill, München, 1959
- Die Kassette, von Carl Sternheim, Berlin, 1960
- König Ödipus, von Sophokles, München, 1962
- Wölfe und Schafe, von Ostrowski, München, 1963
- Der Snob, von Carl Sternheim, Staatstheater Stuttgart, 1964, zum Berliner Theatertreffen 1964 eingeladen, aber nicht aufgeführt
- Der Snob, von Carl Sternheim, Renaissance-Theater Berlin, zum Berliner Theatertreffen 1965 eingeladen
- Drei Schwestern, von Anton Tschechow, Schauspiel Stuttgart, 1965, zum Berliner Theatertreffen 1965 eingeladen
- Der zerbrochene Krug, von Heinrich von Kleist, Ruhrfestspiele Recklinghausen, 1966
- Der Kirschgarten, von Anton Tschechow, Bayerisches Staatsschauspiel/Residenztheater München, 1970, zum Berliner Theatertreffen 1971 eingeladen
- Der Todestanz, von August Strindberg, Schloßparktheater Berlin, 1971, zum Berliner Theatertreffen 1972 eingeladen
- Der Menschenfeind, von Molière, Salzburger Festspiele, 1973
- Der Menschenfeind, von Molière, Deutsches Schauspielhaus Hamburg, zum Berliner Theatertreffen 1975 eingeladen
- Der Arzt am Scheideweg, von George Bernard Shaw, Münchner Kammerspiele, 1975, zum Berliner Theatertreffen 1976 eingeladen
- Nora oder Ein Puppenheim, von Henrik Ibsen, Berlin, 1976; auch Hamburg, 1980
- Die Ratten, von Gerhart Hauptmann, Freie Volksbühne Berlin, 1977, zum Theatertreffen 1978 eingeladen
- Die Wildente, von Henrik Ibsen, Berlin, 1979
- Tartuffe, von Molière, Burgtheater Wien, 1979
- Nora oder Ein Puppenheim, von Henrik Ibsen, Hamburg, 1980, bereits 1976 in Berlin
- Hamlet, von Shakespeare, Bonn, 1982
- Michael Kramer, von Gerhart Hauptmann, Thalia-Theater Hamburg, 1983, zum Berliner Theatertreffen 1984 eingeladen
- Die gelehrten Frauen und Tartuffe, von Molière, Weilheimer Sommertheater, 1988 und 1989
- Volpone, von Ben Jonson, Wien, 1989
- Der Spieler, von Regnard, Weilheimer Sommertheater, 1990
- Der Geizige, von Molière, Zürich, 1991, letzte Theaterinszenierung

## Opernregie (Auswahl)
- Lulu von Alban Berg, Frankfurt
- Don Giovanni von Wolfgang Amadeus Mozart, Deutsche Oper Berlin, 1973, Dirigent Lorin Maazel, sehr realistische Darstellung, großer Erfolg für Rudolf Noelte
- Jewgenij Onegin von Pjotr Iljitsch Tschaikowski, Bayerische Staatsoper München, 1978
- Pique Dame von Peter Tschaikowski, Köln
- Die verkaufte Braut von Bedrich Smetana, Köln
- Der Freischütz von Carl Maria von Weber, Bremen
- Manon, von Jules Massenet
- Otello von Giuseppe Verdi
- Le nozze di Figaro von Wolfgang Amadeus Mozart, beim Festival in Aix-en-Provence, 1991, letzte Regietätigkeit überhaupt

## Filmregie (Auswahl)
Rudolf Noelte führte Regie in über 20 Filmen, jeweils nach eigenen Theaterinszenierungen.
Kinofilme
- Das Schloß, 1968, nach Franz Kafka, 1972 im Kino

Fernsehfilme
- Pygmalion, 1957, nach George Bernard Shaw
- Draußen vor der Tür, NDR, 1957, mit Paul Edwin Roth (Beckmann), Malte Jaeger und Eva Kotthaus, nach eigener Theaterinszenierung von 1948
- Abendstunde im Spätherbst, 1960, nach Friedrich Dürrenmatt
- Die Kassette, 1961, nach Carl Sternheim
- Die Wildente, 1961, nach Henrik Ibsen
- König Ödipus, 1963, Aufzeichnung der Theaterinszenierung nach Sophokles
- Maria Magdalena, 1963, nach Friedrich Hebbel
- Das Band, 1963, nach August Strindberg
- Der Kammersänger, 1964, nach Frank Wedekind
- Irrungen - Wirrungen, 1966, nach Theodor Fontane
- Drei Schwestern, 1966, Aufzeichnung der Theaterinszenierung nach Anton Tschechow
- Die Fliegen, 1966, nach Jean-Paul Sartre
- Woyzeck, 1966, nach Georg Büchner
- Der zerbrochene Krug, 1967, Aufzeichnung der Theaterinszenierung nach Heinrich von Kleist
- Der Kirschgarten, 1970, nach Anton Tschechow
- Der Menschenfeind, 1976, nach Molière
- Der Todestanz, 1977, nach August Strindberg
- Die Ratten 1977, nach Gerhart Hauptmann[6]
- Die Wildente, 1981, Aufzeichnung der Theaterinszenierung nach Henrik Ibsen
- Dantons Tod, 1981, nach Georg Büchner, mit Götz George, Will Quadflieg, Senta Berger, Mathieu Carrière, Regina Lemnitz
- Elisabeth von England, 1983, nach Ferdinand Bruckner
- Michael Kramer, 1984, nach Gerhart Hauptmann
- Schluck und Jau, 1985, nach Gerhart Hauptmann

## Hörspielregie (Auswahl)
Rudolf Noelte führte Regie in 39 Hörspielen zwischen 1949 und 1974. Angegeben ist der jeweilige Erstsendungstermin.
- Die Verschwörung gegen das heilige Weihnachtsfest, nach Norman Lewis Corwin, 18.12.1949
- Die Mitschuldigen, nach	Johann Wolfgang von Goethe,	28.12.1949
- Wer verurteilt Matteo? nach Gian Francesco Luzi,	08.02.1950
- Greenwood überlistet das Schicksal, nach Karl Heinz Gies, 12.02.1950
- Menschenwürde – Menschenrecht, nach Norman Lewis Corwin, 22.02.1950
- Der öffentliche Ankläger, nach Fritz Hochwälder, 28.03.1950
- Die Nackten und die Toten, nach Norman Mailer, 06.06.1950
- Die Teufelsgeige, nach Lutz Neuhaus, Walter Jensen, 04.10.1950
- Stimmen über dem Fluß, nach Wolfdietrich Schnurre, 08.11.1951
- Die Gefangenen, nach	Stefan Barcava, 15.10.1953
- Torquato Tasso, nach Johann Wolfgang von Goethe, 28.08.1957; Neufassung (?) 23.06.1965
- Die kahle Sängerin, nach Eugène Ionesco, SWF 27.01.1958, Sendung ORF 2008
- Um die neunte Stunde, nach Edzard Schaper, 04.04.1958
- Schwester Henriette, nach Hermann Kesser, 16.07.1958
- Der Kürassier Sebastian und sein Sohn, nach Theodor Schübel, 07.11.1958
- Im Schatten der Arena, nach Julius Tinzmann, 07.01.1959
- Die zwölf Geschworenen, nach Reginald Rose, Horst Budjuhn, 10.02.1959
- Die Bürger von Calais, nach Georg Kaiser, 09.03.1959
- Ein Abstecher, nach Martin Walser, 25.04.1962
- Das Verhör des Lukullus, nach Bertolt Brecht, 26.09.1962
- Einsame Menschen, nach Gerhart Hauptmann, 18.11.1962
- Junggesellenabschied, Bernard Thieme, 03.01.1964
- Die Hose, nach Carl Sternheim, bearbeitet von Rudolf Noelte, 06.11.1964
- Der Snob, nach Carl Sternheim, bearbeitet von Rudolf Noelte, 06.11.1964, Neufassung (?) 20.03.1965
- 1913, nach Carl Sternheim, 13.11.1964
- Der Kammersänger, nach Frank Wedekind, 04.04.1965
- Mathilde Möhring, nach Theodor Fontane, 2 Teile	17. und 23. 07.1965
- Die traurige Maske der jungen Puppe pi, nach Susanne Gebert Regehr, 08.10.1965
- Unsere kleine Stadt, nach Thornton Wilder, 10.11.1965
- Wilde Erdbeeren, nach Ingmar Bergman, 15.03.1966
- Mein Name sei Gantenbein, nach Max Frisch, 4 Teile, 17., 18., 25., 27. 02.1967
- Leben des Galilei, nach	Bertolt Brecht, SDR, 08.03.1967; Sendung im ORF 1988; Neuproduktion 2 Teile 5. und 12. 2. 2023
- Der Kiosk, nach Ludvík Aškenazy, 10.10.1967
- Die Ausstellung, nach Wilhelm Meyer, 12.11.1967
- Unfallflucht, nach Wilhelm Meyer, 31.01.1969
- Ortschaften, nach Anne Dorn, 19.05.1969
- Der Kirschgarten, nach Anton Tschechow, BR 10.04.1970, Sendung im ORF 1984
- Drei Schwestern, nach Anton Tschechow, 08.10.1971
- Effi Briest, nach Theodor Fontane, 3 Teile, 14., 15. und 17. 12.1974

## Ehrungen

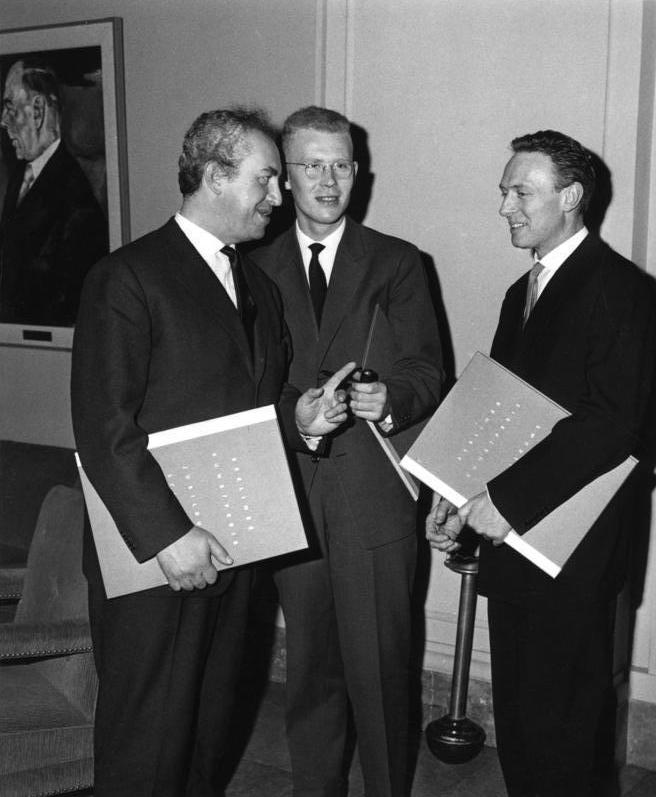
Rudolf Noelte (links) erhält den Kunstpreis Berlin 1960, gemeinsam mit Uwe Johnson und Erich Schellow

- 1953 Preis des deutschen Kritiker-Verbandes, als Mitglied des Schloßpark-Theaters Berlin
- 1960 Kunstpreis Berlin (Förderpreis?)[8]
- 1964–1984 Berliner Theatertreffen, mit 9 Einladungen von seinen Inszenierungen[9]
- 1975 Bundesverdienstkreuz I. Klasse
- 1987 Bayerischer Maximiliansorden für Wissenschaft und Kunst
- 1999 Bayerischer Theaterpreis

## Zitate

### Über Rudolf Noelte
„Sein Thema ist der Mensch in seinem Weh. Die Einsamen, die Verzweifelten. Die Geschlagenen. Immer Wahrhaftigkeit suchend auf der Bühne. Maßlos, schonungslos in seinen Ansprüchen an sich selbst und seine Mitarbeiter.“

„Das Leiseste erscheint am Ende als das Lauteste.“

### Von Rudolf Noelte
„Den Zustand einer Familie erkennt man an ihren Tischsitten.“